# Xiao Zhen
Xiao Zhen (chinesisch 肖珍, Pinyin Xiào Zhēn; * 16. Dezember 1976 in Chengdu) ist eine ehemalige chinesische Fußballspielerin, die als Torhüterin agierte.

## Karriere

### Vereine
In ihrer Vereinskarriere spielte sie u. a. im Jahr 2004 für den in ihrem Geburtsort in der Provinz Sichuan ansässigen Sichuan Guancheng in der  Chinese Women’s Super League, der höchsten Spielklasse im chinesischen Frauenfußball.

### Nationalmannschaft
Xiao bestritt für die CFA in sechs Jahren 38 A-Länderspiele. Ihr Debüt erfolgte in ihrem ersten von insgesamt 15 Freundschaftsspielen am 10. September 2001 in Chicago beim 3:0-Sieg über die Nationalmannschaft Japans. Sie kam bei drei Teilnahmen am Turnier um den Algarve-Cup in insgesamt sieben Spielen zum Einsatz; 2002 (1. und 2. Spiel Gruppe A und das Finale), 2004 (1. und 3. Spiel Gruppe B sowie das Spiel um Platz 5) und 2005 (Spiel um Platz 7). Sie bestritt ferner drei Spiele des Fußballturniers im Rahmen der Asienspiele 2002 (4:1 vs. Vietnam am 7. Oktober in Pusan, 2:2 vs. Japan am 9. Oktober, 4:0 vs. Südkorea am 11. Oktober; jeweils in Changyuan).
Am Turnier um die Asienmeisterschaft nahm sie mit ihrer Mannschaft 2001 – 3. Spiel Gruppe C und 2003 – 2. und 3. Spiel Gruppe C teil, sowie an der Ostasienmeisterschaft 2005, in der sie alle drei Spiele bestritt.
Im Zeitraum 18. – 26. April 2004 bestritt sie fünf Qualifikationsspiele (5 Siege – 25:0 Tore) für die Teilnahme am Olympischen Fußballturnier 2004. In diesem wurde sie am 11. und 14. August bei der 0:8-Niederlage gegen die Nationalmannschaft Deutschlands im ersten und beim 1:1-Unentschieden gegen die Nationalmannschaft Mexikos im zweiten Spiel der Gruppe F eingesetzt.

## Erfolge
- Algarve-Cup-Siegerin: 2002
- Finalistin Asien-Meisterschaft 2003
- Silbermedaille Asienspiele 2002
- Dritte Asien-Meisterschaft 2001